# Ben Hall
Ben Hall (Enniskillen, 16 gennaio 1997) è un calciatore nordirlandese, difensore del Linfield e della nazionale under-21 nordirlandese.

## Carriera

### Club
Ha militato nelle giovanili del Dungannon Swifts prima di "emigrare" in Scozia al Motherwell con cui ha successivamente esordito tra i professionisti nel 2015 debuttando da titolare nella vittoria per 3-1 contro il Dundee United in campionato.
Il 14 giugno 2016 firma (dopo una stagione dove ha giocato da titolare in Scozia) con il Brighton, club militante nella Football League Championship in Inghilterra. A fine anno il club raggiunge la promozione in Premier League ma Hall non viene mai impiegato.
Rimane per un anno mezzo con il club inglese dove tra Championship e Premier League non ha mai giocato una partita, giocando solamente nell'Under-23 del club, per poi venire ceduto in prestito al Notts County. Con i bianco-neri gioca in campionato ma non poi nei play-off di League Two.
Alla fine della stagione (esattamente nel giugno 2018) viene rinnovato il prestito al club di Nottingham.

### Nazionale
Ha giocato nelle nazionali giovanili nordirlandesi Under-15, Under-16, Under-17, Under-19 ed Under-21.

## Palmarès

### Club

#### Competizioni nazionali
- Campionato nordirlandese: 1

Linfield: 2024-2025
- Irish Football League Cup: 2

Linfield: 2022-2023, 2023-2024